# 柴田拓美
柴田 拓美（しばた たくみ、1953年 - ）は、日興アセットマネジメント社長兼最高経営責任者（CEO）。

## 人物
日興アセットマネジメントのCEO、元野村ホールディングスCOO。
2013年3月に野村を退任後、6月に日興アセットマネジメントの会長、翌年1月にCEOに就任。公募・私募・ETFを合わせた投資信託の残高で同社は2016年の5位から2018年初頭の2位に成長。2017年に1兆円を超えたグローバル・ロボティクス・ファンド、2018年の同業者と機関投資家顧客のための共用リスク・マネジメント・エコシステムの構築などに特色を出す。
野村ホールディングスのグローバル化戦略の中心人物であり、海外で15年連続勤務したあと2002年に東京に帰任。2006年から野村アセットマネジメントのCEO。2007年に野村ホールディングスのCOOとなり、2008年の世界金融危機に対応しつつ、同年にリーマン・ブラザーズの欧州ビジネスを備忘価格の2ドルで、アジア・ビジネスを2億ドルで買収した立役者。2009年には2億5200万円の役員報酬を受けた。2012年に増資インサイダー問題で組織のトップとしての監督責任を取り、8月に野村のCOOを辞し顧問となり、2013年3月に同社を退職した。
現在は日興アセットでの業務に加えて、国連UNHCR協会、東京二期会ジェスク音楽文化振興会および投資信託協会の理事を務め、国際的PR会社エーデルマンおよび政治リスク専門コンサルタント会社ユーラシアグループの社外アドバイザーを務める。

## 略歴
- 昭和28年 - 神奈川県に生まれる。[要出典]
- 昭和51年3月 - 慶應義塾大学経済学部を卒業、野村證券に入社。[2]
- 昭和58年 - ハーバード・ビジネス・スクールを卒業。[要出典]
- 平成9年 - 野村インターナショナル社長（ロンドン）。[要出典]
- 平成10年 - 野村證券株式会社取締役および野村インターナショナル社長。[要出典]
- 平成12年 - 野村證券株式会社常務取締役およびノムラ・ヨーロッパ・ホールディングPLC社長。[要出典]
- 平成15年 - 野村證券株式会社専務取締役。[要出典]
- 平成15年 - 野村ホールディングス株式会社執行役野村證券株式会社専務執行役。[要出典]
- 平成16年 - 野村ホールディングス株式会社執行役野村證券株式会社取締役兼専務執行役。[要出典]
- 平成17年 - 野村ホールディングス株式会社執行役兼野村アセットマネジメント株式会社取締役兼執行役社長。[要出典]
- 平成18年 - 野村ホールディングスアセット・マネジメント部門CEO、野村アセットマネジメント株式会社取締役および執行役社長。[要出典]
- 平成19年 - 野村ホールディングスCOO。[要出典]
- 平成24年 - 野村ホールディングス顧問。[要出典]
- 平成25年 - 野村ホールディングス退任。[要出典]
- 平成25年 - 日興アセットマネジメント会長。[要出典]
- 平成26年 - 日興アセットマネジメント社長兼最高経営責任者CEO。[要出典]